# Vladimir Vdovitchenkov
Vladimir Vdovitchenkov (en russe : Влади́мир Влади́мирович Вдовиче́нков), né le 13 août 1971 à Goussev dans l'oblast de Kaliningrad, est un acteur russe, nommé artiste émérite de la fédération de Russie en 2012.

## Biographie
L'acteur est le fils de Vladimir Vdovitchenkov senior (1943-1993), ouvrier d'un atelier mécanique, et de son épouse, née Svetlana Viktorovna Leonova, ingénieur. Vladimir sort diplômé de l'école navale de Kronstadt en 1989, et sert dans la flotte du Nord et la flotte de la Baltique pendant quatre ans. Il décide ensuite de changer de voie et s'inscrit dans la classe préparatoire de l'Institut national de la cinématographie. Il fait ses études dans la classe de Gueorgui Taratorkine (ru) de 1997 à 2001, et devient acteur du théâtre Mossovet, qu'il quitte un an plus tard pour le théâtre Vakhtangov.
Vdovitchenkov commence à faire quelques apparitions dans la publicité et dans les clips de musique lors de ses études. Dans la dernière année, il est repéré par le réalisateur Alexeï Sidorov qui l'invite à jouer l'un des rôles principaux de la série télévisée Brigade dont la diffusion commence en septembre 2002. La série reçoit un bon accueil des téléspectateurs. Bientôt l'acteur confirme ce premier succès, en interprétant le rôle de Kostia, un jeune à la dérive, dans le drame criminel Boumer de Piotr Bouslov (ru) (2003). Il tourne désormais régulièrement et sera nommé pour le prix Zolotoï oven de la Guilde des critiques de cinéma russe en 2003, 2005 et 2006, et pour le Nika en 2015 (pour le rôle dans Leviathan). En 2008, l'artiste prête sa voix au personnage de Volt du dessin animé Volt, star malgré lui (voix originale : John Travolta).

## Filmographie
- 2000 : La Frontière : Roman de taïga, série télévisée d'Alexandre Mitta : soldat en patrouille
- 2006 : Bumer: Film vtoroy de Piotr Bouslov (ru) : Konstantin Ogorodnikov
- 2007 : Contagion (film, 2007) / Paragraphe 78 de Mikhaïl Khleborodov : Skif
- 2009 : Tarass Boulba de Vladimir Bortko : Ostap
- 2012 : 360 de Fernando Meirelles : Sergueï
- 2012 : War Zone de Djanik Faïziev : président russe
- 2014 : Léviathan d'Andreï Zviaguintsev : Dmitri Selezniov
- 2017 : Salyut 7 de Klim Chipenko : Vladimir Fedorov
- 2019 : Evil Boy (Tvar) d'Olga Gorodetskaya : Igor
- 2021 : Batia de Dmitri Efimovitch : Vladimir